# 코레쿄진
코레쿄진(是巨人, これきょじん)은 일본의 프로그레시브 록 밴드이다. 멤버는 요시다 타츠야, 키도 나츠키, 나스노 미츠루.

## 개요
요시다 타츠야가 루인즈 (밴드) 활동이 뜸해진 사이에 새로 결성한 파워 즉흥 트리오. 밴드명은 디스 히트에서 가져온 是와 젠틀 자이언트에서 가져온 巨人을 합친 것이지만 두 밴드의 영향은 별로 없다.

## 음반 목록
코레쿄진
- KOREKYOJIN（1999年8月 TZADIKレーベル）
- ARABESQUE（2004年6月 磨崖仏リミテッド）bc
- ISOTOPE（2005年4月 TZADIKレーベル）
- JACKSON（2006年8月 磨崖仏リミテッド）bc
- SWAN DIVE（2009年8月 磨崖仏リミテッド）
- TUNDRA（2011年1月 磨崖仏リミテッド）bc
- DOLDRUMS（2011年12月 磨崖仏リミテッド） - 是巨人 with 壷井彰久
- Fall Line (2015) bc
- (Korekyojinn Acoustic) Kaleidoscope (2017) bc

The World Heritage = 코레쿄진 + 카츠이 유지 + 야마모토 세이이치
- 北回帰線（2006年4月 ポリスター）
- ICOMOS（2006年12月 ポリスター）
- 世界遺産への誘い（2009年9月 磨崖仏リミテッド）
- シルクロードの旅（2012年1月 磨崖仏リミテッド）